# Obbicht en Papenhoven
Obbicht en Papenhoven est une ancienne commune néerlandaise du Limbourg néerlandais.
Les villages d'Obbicht et de Papenhoven ont de tous temps formé une unité administrative, située sur la rive droite de la Meuse. Seigneurie dans l'Ancien Régime, ils sont ensemble érigés en commune lors de l'instauration des communes aux Pays-Bas. Pendant longtemps, la seigneurie d'Obbicht et Papenhoven était une exclave du Comté de Gueldre. L'ancienne commune contenait également les hameaux de Nattenhoven et de Harrecoven ou Arrecoven.
En 1840, la commune comptait 122 maisons et 628 habitants, dont 243 à Obbicht, 190 à Papenhoven, 101 à Nattenhoven et 94 à Harrecoven.
Le 1er janvier 1982, la commune est supprimée et rattachée à Born, à l'exception du hameau de Nattenhoven qui est rattaché à Stein.